# Comuna de Pawłosiów
Pawłosiów (polaco: Gmina Pawłosiów) é uma gminy (comuna) na Polónia, na voivodia de Subcarpácia e no condado de Jarosławski. A sede do condado é a cidade de Jarosław.
De acordo com os censos de 2004, a comuna tem 8102 habitantes, com uma densidade 170,6 hab/km².

## Área
Estende-se por uma área de 47,49 km², incluindo:
- área agricola: 81%
- área florestal: 9%

## Demografia
Dados de 30 de Junho 2004:
|                      | Total   | Total | Mulheres | Mulheres | Homens  | Homens |
| -------------------- | ------- | ----- | -------- | -------- | ------- | ------ |
|                      | pessoas | %     | pessoas  | %        | pessoas | %      |
| População            | 8102    | 100   | 4158     | 51,3     | 3944    | 48,7   |
| Densidade (pop./km²) | 170,6   | 100   | 87,6     | 87,6     | 83      | 83     |

De acordo com dados de 2002, o rendimento médio per capita ascendia a 1248,2 zł.

## Subdivisões
- Cieszacin Mały, Cieszacin Wielki, Kidałowice, Maleniska, Ożańsk, Pawłosiów, Szczytna, Tywonia, Wierzbna.

## Comunas vizinhas
- Chłopice, Jarosław, Jarosław, Przeworsk, Roźwienica, Zarzecze